# Nubes flotantes (obra de arte)

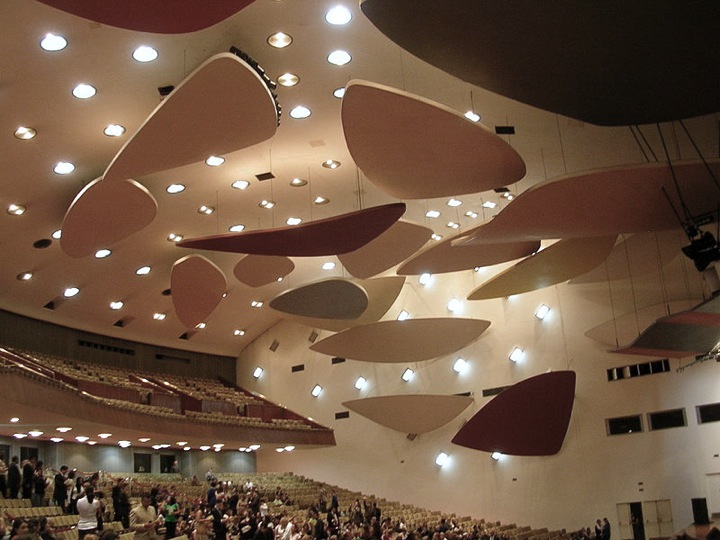
Fotografía de la obra "Nubes"

Las Nubes flotantes (también llamadas Nubes de Calder o simplemente Nubes) es una arquitectura acústica ubicado en la Aula Magna de la Ciudad Universitaria de Caracas. Está realizado por el escultor estadounidense Alexander Calder en 1953. Trata de paneles de acondicionamiento acústico en el techo del auditorio. La pieza es vista como "una de las obras más monumentales de Calder" y el principal ejemplo de la teoría urbano-artística del arquitecto del campus Carlos Raúl Villanueva.
Originalmente pensados sólo como una obra de arte, los paneles se movieron dentro del Aula Magna para resolver la mala acústica causada por el diseño de la sala; Desde entonces se ha dicho que la sala tiene una de las mejores acústicas del mundo. Las Nubes reciben su nombre específicamente en la lista de la Unesco del campus como Patrimonio de la Humanidad.

## Antecedentes
El arquitecto Carlos Raúl Villanueva comenzó a diseñar la Ciudad Universitaria de Caracas en los años 1940 e iniciando la construcción en los años 1950. En una época de predominio del modernismo en América Latina, Villanueva tenía una ideología estilística para el proyecto que llamaba "Síntesis de las Artes"; combinando las artes y la arquitectura y creando piezas artísticas que también pudieran cumplir propósitos funcionales. Estos principios también facilitaron que los diseños del campus cambiaran drásticamente, tanto por necesidad como por el capricho del diseñador y los artistas que contrató.
Villanueva contrató a muchos artistas de todo el mundo para contribuir con obras al campus, incluido el escultor estadounidense Alexander Calder que contribuyó con cuatro piezas; las Nubes, dos estables y un móvil conocido como Ráfaga de nieve.

## Diseño y construcción
Inicialmente era una gran estructura móvil para colocarse fuera del Aula Magna, ya sea en su atrio o en la plaza Cubierta, un espacio al aire libre cubierto conectado, pero la obra de arte fue trasladada al interior por dos razones diversas. Durante el diseño del salón, Calder aprendió lo complejos que eran tanto el proyecto de Villanueva como su teoría de la Síntesis de las Artes, y propuso integrar sus paneles en el espacio para cumplir "un propósito artístico, decorativo y acústico". Por otro lado, durante la construcción, al mismo tiempo, la empresa Bolt, Beranek y Newman (que estaban involucrados en logística y construcción) hizo que Villanueva fuera consciente de una falla especializada en sus diseños; basado en una forma de concha, la acústica natural sería deficiente y se necesitaría un extenso revestimiento interior. El diseño de los paneles de Calder serviría la función acústica y fue modificado para el interior por Robert Newman.
Los paneles del diseño, están hechos de dos piezas de madera laminada cada una de 13 mm (1⁄2 pulgada) de espesor, sostenidas en un marco de acero; varían en grosor de 100 a 200 mm (4 a 8 pulgadas) y están sujetos al techo y las paredes por cables de metal de 9 1⁄2 mm (3⁄8 de pulgada), que eran ajustables en el momento de la instalación para dar la inclinación y altura necesarias. Se creó un falso techo para ayudar con la instalación de las nubes y la iluminación adicional alrededor de ellas. La empresa Bolt, Beranek y Newman instaló las nubes; para calibrar el diseño perfectamente, una orquesta tocó en el escenario mientras se ajustaban. La obra de arte consta de 31 nubes, con 22 en el techo, cinco en la pared derecha y cuatro en la pared izquierda. La más grande de estas tiene una superficie de 80 m2 (860 pies cuadrados) y un peso de aproximadamente 2.3 toneladas métricas (2.5 toneladas cortas). Existían escaleras en el espacio del techo, permitiendo que las personas subieran a través de las nubes.

## Apariencia y función
El diseño de las nubes y su respuesta a un problema con el sonido fue un contribuyente al desarrollo de la acústica del espacio interior. Los paneles se posicionan teniendo en cuenta el ángulo y las dimensiones; algunos absorben el sonido, otros lo proyectan y otros lo amplifican. Como Calder pretendía, las nubes combinan tecnología y arte; sin embargo, Calder también había querido que las nubes fueran móviles, para que pudieran crear diferentes experiencias acústicas, pero no lo son: después de ser anguladas para la instalación, quedan fijas. Sin embargo, el salón puede tener dos formatos de optimización acústica diferentes, ya que se instaló una lámina de fibra de vidrio extraíble sobre los paneles. Esto está destinado a reducir el eco y el tiempo de transferencia del sonido, lo que optimiza la acústica para el habla; quitar la lámina con las nubes en su lugar proporciona una acústica excepcional para la actuación musical.
La crítica de arte Phyllis Tuchman señala que aunque Calder no era latinoamericano, las nubes "de curvas coloridas" son "arquetípicamente 'latinoamericanas'"; ella dice que esto "expresa el 'lirismo' de la región". Tuchman también aprecia la apariencia real de nube, diciendo que el interior del salón "se asemeja a nubes dispersas en un cielo nocturno con el salón oscurecido", por lo que aquellos que entran solo con las luces de la casa encendidas "sienten como si hubieran entrado en una pintura abstracta multicolor tridimensional". Patrick Frank, escritor sobre arte moderno en América Latina, dice que el diseño "deslumbra los sentidos e inspira conciencia".
Supuestamente, cuando se completó el Aula Magna y las nubes acababan de ser pintadas, Villanueva entró para verlas y quedó tan impresionado que levantó los brazos y vitoreó.

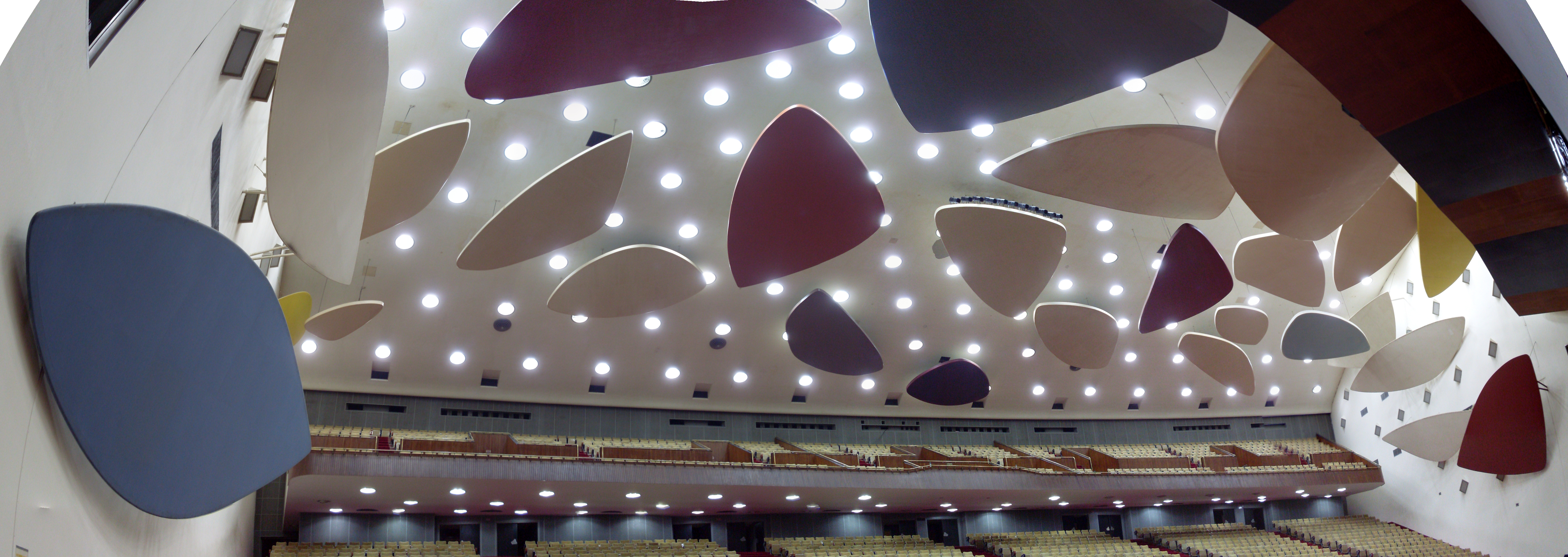
Panorama de la obra.

## Legado

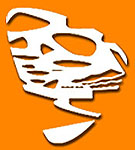
Logotipo centenario de Villanueva.

Después de trabajar en el proyecto del campus, Villanueva y Calder comenzaron una relación laboral duradera. Sin embargo, Calder solo vio sus Nubes en persona una vez, cuando visitó a Villanueva en Caracas en 1955. Las nubes se consideran el mejor ejemplo de la filosofía de Villanueva en el proyecto del campus, ya que combinan arte, arquitectura, diseño y función. Calder es conocido por nombrar las nubes como su obra favorita, aunque reconoce que son menos recordadas que muchas otras piezas.
El Aula Magna fue clasificada por el ingeniero acústico Leo Beranek en la década de 1980 como una de las cinco mejores salas de conciertos del mundo en términos de acústica, en gran parte debido a las nubes. El diseño interior y la función también han influenciado a otros lugares que buscan acústicas impresionantes, incluida una sala de ópera en China.
Una imagen estilizada del interior del Aula Magna, enmarcada como una silueta dentro de una forma de una de las nubes, se utiliza como logotipo para la celebración del centenario de Villanueva.